# Hyophila denticulata
Hyophila denticulata là một loài Rêu trong họ Pottiaceae. Loài này được (Müll. Hal.) Schimp. mô tả khoa học đầu tiên năm 1900.